# 207년

## 연호
- 후한(後漢) 건안(建安) 12년

## 기년
- 후한(後漢) 헌제(獻帝) 19년
- 신라(新羅) 내해 이사금(奈解泥師今) 12년
- 고구려(高句麗) 산상왕(山上王) 11년
- 백제(百濟) 초고왕(肖古王) 42년

## 사건
- 음력 1월, 신라, 왕자 이음(利音) 또는 내음(奈音)에게 벼슬을 내려 이벌찬으로 삼고, 지내외병마사(知内外兵馬事)를 겸하게 하였다.
- 적벽 대전

## 탄생
- 중국 촉나라의 2대 황제 유선

## 사망
- 중국 위나라의 대군사 곽가
- 원소의 둘째아들 원희
- 원소의 막내아들 원상

## 참고 문헌
- 김부식 (1145), 《삼국사기》 〈권2〉 내해 이사금 조(條)